# Nagurus gracillimus
Nagurus gracillimus är en kräftdjursart som först beskrevs av Wahrberg1922.  Nagurus gracillimus ingår i släktet Nagurus och familjen Trachelipodidae. Inga underarter finns listade i Catalogue of Life.